# Ковылкинский район
Ковы́лкинский райо́н (мокш. Лашмань аймак) — административно-территориальная единица (район) и муниципальное образование (муниципальный район) в составе Республики Мордовия Российской Федерации.
Административный центр — город Ковылкино, который имеет статус города республиканского значения и не входит в административный район, но является составной частью одноимённого Ковылкинского муниципального района.

## География
Ковылкинский район расположен в юго-западной части Республики Мордовия. На юге район граничит с Пензенской областью. Район богат лесами. Их площадь составляет 36294 га. Крупными массивами они расположены по правому берегу реки Мокши. Значительную часть занимают лиственные деревья и сосна.

## История
Образован 16 июля 1928 года. 11 февраля 1944 года часть территории Ковылкинского района была передана в новый Майдановский район. 11 марта 1959 года к Ковылкинскому району была присоединена часть территории упразднённого Кочелаевского района.

## Население
| 1970    | 1979    | 1989    | 2002    | 2005    | 2006    |
| ------- | ------- | ------- | ------- | ------- | ------- |
| 77 774  | ↘68 440 | ↘55 346 | ↘47 414 | ↘45 861 | ↘45 110 |
| 2007    | 2008    | 2009    | 2010    | 2011    | 2012    |
| ↘44 382 | ↘43 667 | ↘42 911 | ↗43 870 | ↘43 648 | ↘43 041 |
| 2013    | 2014    | 2015    | 2016    | 2017    | 2018    |
| ↘42 298 | ↘41 608 | ↘40 909 | ↘40 193 | ↘39 444 | ↘38 280 |
| 2019    | 2020    | 2021    |         |         |         |
| ↘37 185 | ↘36 658 | ↗37 193 |         |         |         |

Численность населения района как административно-территориальной единицы (без города) составляет 17 400 человек.

### Урбанизация
В городских условиях (город Ковылкино) проживают 53,22 % населения муниципального района.

## Административное деление
В Ковылкинский район как административно-территориальную единицу входят 19 сельсоветов, при этом город Ковылкино имеет статус города республиканского значения и не входит в административный район.
В Ковылкинский муниципальный район, в рамках организации местного самоуправления, входят 20 муниципальных образований, в том числе 1 городское поселение (Ковылкино) и 19 сельских поселений.
Сельсоветы одноимённы образованным в их границах сельским поселениям, а город — городскому поселению.
| №  | Муниципальное образование                  | Административный центр     | Количество населённых пунктов | Население (чел.) | Площадь (км²) |
| -- | ------------------------------------------ | -------------------------- | ----------------------------- | ---------------- | ------------- |
| 1  | городское поселение Ковылкино              | город Ковылкино            | 2                             | ↗19 793          | 40,56         |
| 2  | Большеазясьское сельское поселение         | село Большой Азясь         | 9                             | ↗595             | 140,38        |
| 3  | Изосимовское сельское поселение            | село Изосимовка            | 8                             | ↘772             | 117,69        |
| 4  | Казенно-Майданское сельское поселение      | село Казённый Майдан       | 6                             | ↘870             | 129,83        |
| 5  | Клиновское сельское поселение              | село Клиновка              | 6                             | ↘857             | 123,60        |
| 6  | Кочелаевское сельское поселение            | село Кочелаево             | 3                             | ↘1286            | 83,19         |
| 7  | Краснопресненское сельское поселение       | посёлок Красная Пресня     | 10                            | ↘1277            | 246.55        |
| 8  | Красношадымское сельское поселение         | село Красный Шадым         | 6                             | ↘407             | 193,68        |
| 9  | Курнинское сельское поселение              | село Курнино               | 1                             | →648             | 17,62         |
| 10 | Мамолаевское сельское поселение            | село Мамолаево             | 8                             | ↗1029            | 190,00        |
| 11 | Мордовско-Вечкенинское сельское поселение  | село Мордовское Вечкенино  | 7                             | ↗1352            | 86,27         |
| 12 | Мордовско-Коломасовское сельское поселение | село Мордовское Коломасово | 2                             | ↘388             | 38,79         |
| 13 | Новомамангинское сельское поселение        | село Новое Мамангино       | 3                             | ↘137             | 60,50         |
| 14 | Парапинское сельское поселение             | село Парапино              | 1                             | ↗1351            | 29,18         |
| 15 | Примокшанское сельское поселение           | посёлок Примокшанский      | 3                             | ↗853             | 22,27         |
| 16 | Русско-Лашминское сельское поселение       | село Русская Лашма         | 6                             | ↘711             | 29,88         |
| 17 | Рыбкинское сельское поселение              | село Рыбкино               | 15                            | ↘1225            | 181,49        |
| 18 | Токмовское сельское поселение              | село Токмово               | 4                             | ↗788             | 80,98         |
| 19 | Троицкое сельское поселение                | село Троицк                | 7                             | ↘1811            | 152.28        |
| 20 | Шингаринское сельское поселение            | посёлок Силикатный         | 2                             | ↘1043            | 61,82         |

Первоначально в муниципальном районе в 2005 году было образовано 37 муниципальных образований, в том числе 1 городское поселение и 36 сельских поселений. Последним соответствовали 36 сельсоветов.
Законом Республики Мордовия от 20 мая 2008 года, были упразднены: Староаллагуловское и Михайловское сельские поселения (сельсоветы), а их населённые пункты были включены в Большеазясьское сельское поселение (сельсовет); Алькинское и Янгужинско-Майданское сельские поселения (сельсоветы), а их населённые пункты были включены в Красношадымское сельское поселение (сельсовет); Старосамаевское сельское поселение (сельсовет), а его населённые пункты были включены в Рыбкинское сельское поселение (сельсовет); Ежовское сельское поселение (сельсовет), а его населённые пункты были включены в Троицкое сельское поселение (сельсовет).
Законом Республики Мордовия от 12 марта 2010 года, были упразднены: Васильевское сельское поселение (сельсовет), а его населённые пункты были включены в Мордовско-Вечкенинское сельское поселение (сельсовет); Волгапинское сельское поселение, а его населённые пункты были включены в Изосимовское сельское поселение (сельсовет); Стародракинское и Шадымское сельские поселения (сельсоветы), а их населённые пункты были включены в Казенно-Майданское сельское поселение (сельсовет); Самаевское сельское поселение (сельсовет), а его населённые пункты были включены в Клиновское сельское поселение (сельсовет); Новотолковское сельское поселение (сельсовет), а его населённые пункты были включены в Мамолаевское сельское поселение (сельсовет); Новопшеневское сельское поселение (сельсовет), а его населённые пункты были включены в Токмовское сельское поселение (сельсовет); Польцовское сельское поселение (сельсовет), а его населённые пункты были включены в Рыбкинское сельское поселение (сельсовет); Унуевско-Майданское сельское поселение (сельсовет), а его населённые пункты были включены в Чекашево-Полянское сельское поселение (сельсовет).
Законом Республики Мордовия от 17 мая 2018 года, было упразднено Покровское сельское поселение (сельсовет), а входившие в его состав населённые пункты были включены в Троицкое сельское поселение (сельсовет).
Законом Республики Мордовия от 24 апреля 2019 года, было упразднено Чекашево-Полянское сельское поселение (сельсовет), а входившие в его состав населённые пункты были включены в Краснопресненское сельское поселение (сельсовет).

### Населённые пункты
В Ковылкинском районе 109 населённых пунктов.
| №   | Населённый пункт      | Тип              | Население | Муниципальное образование                  |
| --- | --------------------- | ---------------- | --------- | ------------------------------------------ |
| 1   | Алькино               | село             | ↘286      | Красношадымское сельское поселение         |
| 2   | Андреевка             | деревня          | ↘38       | Примокшанское сельское поселение           |
| 3   | Барки                 | деревня          | ↘59       | Русско-Лашминское сельское поселение       |
| 4   | Барки                 | деревня          | ↗178      | Рыбкинское сельское поселение              |
| 5   | Большой Азясь         | село             | ↘237      | Большеазясьское сельское поселение         |
| 6   | Бранчеевка            | деревня          | ↘46       | Изосимовское сельское поселение            |
| 7   | Буды                  | деревня          | ↘14       | Кочелаевское сельское поселение            |
| 8   | Васильевка            | деревня          | →214      | Мордовско-Вечкенинское сельское поселение  |
| 9   | Виноградовка          | посёлок          | ↘0        | Клиновское сельское поселение              |
| 10  | Волгапино             | село             | ↘395      | Изосимовское сельское поселение            |
| 11  | Вольная Лашма         | село             | ↘29       | Русско-Лашминское сельское поселение       |
| 12  | Ворона                | деревня          | →12       | Рыбкинское сельское поселение              |
| 13  | Высокое               | село             | ↘0        | Троицкое сельское поселение                |
| 14  | Вярвель               | деревня          | ↘73       | Токмовское сельское поселение              |
| 15  | Гумны                 | село             | ↘275      | Русско-Лашминское сельское поселение       |
| 16  | Ежовка                | село             | ↘157      | Троицкое сельское поселение                |
| 17  | Запищиково            | посёлок разъезда | ↘21       | Русско-Лашминское сельское поселение       |
| 18  | Заря                  | посёлок          | ↘0        | Казенно-Майданское сельское поселение      |
| 19  | Зелёная Роща          | посёлок          | ↘188      | Краснопресненское сельское поселение       |
| 20  | Изосимовка            | село             | ↘186      | Изосимовское сельское поселение            |
| 21  | Казённый Майдан       | село             | ↘305      | Казенно-Майданское сельское поселение      |
| 22  | Калинина              | посёлок          | ↘18       | Троицкое сельское поселение                |
| 23  | Каргонжей             | посёлок          | ↘0        | Рыбкинское сельское поселение              |
| 24  | Керетино              | деревня          | ↘103      | Изосимовское сельское поселение            |
| 25  | Кимляй                | деревня          | ↘21       | Изосимовское сельское поселение            |
| 26  | Кирляй                | деревня          | ↘7        | Рыбкинское сельское поселение              |
| 27  | Кичатово              | село             | ↘45       | Изосимовское сельское поселение            |
| 28  | Клиновка              | село             | ↘139      | Клиновское сельское поселение              |
| 29  | Ковылкино             | город            | ↗19 793   | городское поселение Ковылкино              |
| 30  | Ковыляй               | деревня          | ↘19       | Рыбкинское сельское поселение              |
| 31  | Колычёвка             | деревня          | ↘0        | Новомамангинское сельское поселение        |
| 32  | Котрокс               | посёлок          | ↘13       | Мамолаевское сельское поселение            |
| 33  | Кочелаево             | село             | ↘1490     | Кочелаевское сельское поселение            |
| 34  | Красная Поляна        | посёлок          | ↘0        | Красношадымское сельское поселение         |
| 35  | Красная Пресня        | посёлок          | ↘619      | Краснопресненское сельское поселение       |
| 36  | Красный Октябрь       | деревня          | ↘3        | Краснопресненское сельское поселение       |
| 37  | Красный Шадым         | село             | ↘288      | Красношадымское сельское поселение         |
| 38  | Красный Яр            | посёлок          | ↘2        | Кочелаевское сельское поселение            |
| 39  | Крутенькое            | село             | ↘13       | Краснопресненское сельское поселение       |
| 40  | Курнино               | село             | →648      | Курнинское сельское поселение              |
| 41  | Лашма                 | посёлок разъезда | ↗12       | Русско-Лашминское сельское поселение       |
| 42  | Лесная Сазоновка      | село             | ↘29       | Мамолаевское сельское поселение            |
| 43  | Малая Ивановка        | деревня          | ↘27       | Большеазясьское сельское поселение         |
| 44  | Малый Азясь           | село             | ↘24       | Рыбкинское сельское поселение              |
| 45  | Мамолаево             | село             | ↘420      | Мамолаевское сельское поселение            |
| 46  | Михайловское          | село             | ↘194      | Большеазясьское сельское поселение         |
| 47  | Мордовская Авгура     | деревня          | ↘21       | Краснопресненское сельское поселение       |
| 48  | Мордовское Вечкенино  | село             | ↘330      | Мордовско-Вечкенинское сельское поселение  |
| 49  | Мордовское Коломасово | село             | ↗480      | Мордовско-Коломасовское сельское поселение |
| 50  | Новая Дергановка      | деревня          | ↘17       | Рыбкинское сельское поселение              |
| 51  | Новая Резеповка       | деревня          | ↗81       | Рыбкинское сельское поселение              |
| 52  | Новая Сазоновка       | деревня          | ↘0        | Изосимовское сельское поселение            |
| 53  | Новая Самаевка        | деревня          | ↘212      | Мамолаевское сельское поселение            |
| 54  | Новая Толковка        | село             | ↘105      | Мамолаевское сельское поселение            |
| 55  | Новое Дракино         | деревня          | ↘214      | Казенно-Майданское сельское поселение      |
| 56  | Новое Лепьево         | деревня          | ↘382      | Мамолаевское сельское поселение            |
| 57  | Новое Мамангино       | село             | ↘220      | Новомамангинское сельское поселение        |
| 58  | Новое Пшенево         | село             | ↘130      | Токмовское сельское поселение              |
| 59  | Новые Дубровки        | село             | ↘122      | Мордовско-Вечкенинское сельское поселение  |
| 60  | Новые Ржавцы          | деревня          | ↘73       | Большеазясьское сельское поселение         |
| 61  | Паньжа                | село             | ↘389      | Мордовско-Вечкенинское сельское поселение  |
| 62  | Парапино              | село             | ↗1351     | Парапинское сельское поселение             |
| 63  | Первомайский          | посёлок          | ↘574      | Краснопресненское сельское поселение       |
| 64  | Первомайский          | посёлок          | ↘12       | Красношадымское сельское поселение         |
| 65  | Первомайский          | посёлок          | ↘0        | Новомамангинское сельское поселение        |
| 66  | Перевесье             | село             | ↘93       | Клиновское сельское поселение              |
| 67  | Подгорное Алексово    | село             | →5        | Токмовское сельское поселение              |
| 68  | Покровск              | село             | ↘383      | Троицкое сельское поселение                |
| 69  | Польцо                | село             | ↘297      | Рыбкинское сельское поселение              |
| 70  | Поникедовка           | деревня          | ↘95       | Рыбкинское сельское поселение              |
| 71  | Потьма                | посёлок          | ↘44       | Троицкое сельское поселение                |
| 72  | Примокшанский         | посёлок          | ↗730      | Примокшанское сельское поселение           |
| 73  | Родькино              | деревня          | ↘43       | Большеазясьское сельское поселение         |
| 74  | Русская Лашма         | село             | ↘8        | Мамолаевское сельское поселение            |
| 75  | Русская Лашма         | село             | ↘438      | Русско-Лашминское сельское поселение       |
| 76  | Русское Вечкенино     | село             | ↘229      | Мордовско-Вечкенинское сельское поселение  |
| 77  | Русское Коломасово    | село             | ↘21       | Мордовско-Коломасовское сельское поселение |
| 78  | Рыбкино               | село             | ↘576      | Рыбкинское сельское поселение              |
| 79  | Рыскино               | село             | ↘76       | Казенно-Майданское сельское поселение      |
| 80  | Садовка               | деревня          | ↘44       | Троицкое сельское поселение                |
| 81  | Самаевка              | посёлок          | ↘654      | Клиновское сельское поселение              |
| 82  | Самаевка              | село             | ↘61       | Клиновское сельское поселение              |
| 83  | Самовольевка          | село             | ↗8        | Мордовско-Вечкенинское сельское поселение  |
| 84  | Самозлейка            | село             | ↘261      | Мамолаевское сельское поселение            |
| 85  | Сейтяновка            | деревня          | ↘60       | Большеазясьское сельское поселение         |
| 86  | Силикатный            | посёлок          | ↘1158     | Шингаринское сельское поселение            |
| 87  | Слободиновка          | деревня          | ↘122      | Примокшанское сельское поселение           |
| 88  | Сосновый Бор          | посёлок          | ↘0        | городское поселение Ковылкино              |
| 89  | Старая Дергановка     | деревня          | ↘0        | Рыбкинское сельское поселение              |
| 90  | Старая Сазоновка      | село             | ↗274      | Изосимовское сельское поселение            |
| 91  | Старая Самаевка       | село             | ↘199      | Рыбкинское сельское поселение              |
| 92  | Старая Толковка       | деревня          | ↘25       | Рыбкинское сельское поселение              |
| 93  | Старое Аллагулово     | село             | ↘122      | Большеазясьское сельское поселение         |
| 94  | Старое Дракино        | село             | ↘402      | Казенно-Майданское сельское поселение      |
| 95  | Старое Мамангино      | село             | ↘2        | Большеазясьское сельское поселение         |
| 96  | Старое Пшенево        | село             | ↘116      | Краснопресненское сельское поселение       |
| 97  | Старые Дубровки       | деревня          | ↘68       | Мордовско-Вечкенинское сельское поселение  |
| 98  | Сутягино              | село             | ↘97       | Большеазясьское сельское поселение         |
| 99  | Токмово               | посёлок разъезда | ↘24       | Краснопресненское сельское поселение       |
| 100 | Токмово               | село             | ↘719      | Токмовское сельское поселение              |
| 101 | Троицк                | село             | ↘1610     | Троицкое сельское поселение                |
| 102 | Тютьково              | посёлок          | ↘10       | Красношадымское сельское поселение         |
| 103 | Унуевский Майдан      | село             | ↘142      | Краснопресненское сельское поселение       |
| 104 | Чекашевы Поляны       | село             | ↘147      | Краснопресненское сельское поселение       |
| 105 | Чепурновка            | село             | ↘198      | Клиновское сельское поселение              |
| 106 | Черемис               | село             | ↗218      | Рыбкинское сельское поселение              |
| 107 | Шадым                 | село             | ↗364      | Казенно-Майданское сельское поселение      |
| 108 | Шингарино             | село             | ↘179      | Шингаринское сельское поселение            |
| 109 | Янгужинский Майдан    | село             | ↘170      | Красношадымское сельское поселение         |

### Упразднённые населённые пункты
13 сентября 2007 года исключена из учётных данных деревня Старая Резеповка Польцовского сельсовета.

## Образование
Муниципальное бюджетное общеобразовательное учреждение «Гимназия №1»

## Экономика
В экономике района развиты агропромышленный, промышленный и транспортный секторы. Одной из важнейших составляющих сельскохозяйственного сектора является свиноводство. Крупнейшее предприятие по выращиванию племенных свиней — ЗАО «Мордовский бекон». ОАО «Мордовский комбинат хлебопродуктов» производит комбикорма для свиней и КРС.
В 2010 году крупными и средними предприятиями обрабатывающих производств отгружено товаров собственного производства, выполнено работ и услуг на сумму 2,18 млрд рублей.